# Peter Benz (Architekt)
Peter Benz (* 1971 in Linz, Österreich) ist ein deutscher Architekt und Hochschullehrer. Er wurde am 1. November 2022 zum Präsidenten der Bauhaus-Universität Weimar gewählt und hat das Amt am 1. März 2023 angetreten.

## Leben
Benz wurde als Sohn einer Peruanerin und eines Deutschen in Österreich geboren. Er wuchs in Griechenland auf und besuchte bis 1990 das Gymnasium in Mannheim. Nach dem Zivildienst studierte er nach den Angaben auf seiner persönlichen Homepage peterbenz.de 1992/1993 zunächst Film- und Theaterwissenschaften, Kunstgeschichte und Psychologie an der Friedrich-Alexander-Universität Erlangen-Nürnberg. Nach der Zwischenprüfung wechselte er Fach und Hochschule und begann 1993 an der Technischen Universität Kaiserslautern ein Architekturstudium. Nach der Diplom-Vorprüfung wechselte er 1996 an die Bauhaus-Universität Weimar, wo er das Architekturstudium 1998 mit der Diplom-Hauptprüfung abschloss.
In den beiden folgenden Jahren studierte Benz an der Weimarer Universität Produktdesign und Visuelle Kommunikation, ohne einen weiteren Abschluss zu erlangen. Parallel arbeitete er als freiberuflicher Designer. 2001 wurde er Künstlerischer Mitarbeiter an der Medien-Fakultät der Universität Weimar. 2006 ging er als Assistant Professor an die Hong Kong Baptist University, wo er 2014 zum Associate Professor ernannt wurde. Am 1. November 2022 wählte ihn die Universitätsversammlung der Bauhaus-Universität zum neuen Präsidenten. Er tritt die Nachfolge von Winfried Speitkamp an, der nach einer Amtszeit nicht wiedergewählt worden war und ein Jahr und sechs Tage übergangsweise von Jutta Emes ersetzt wurde.